# ウエルバ県
ウエルバ県（ウエルバけん、スペイン語: Provincia de Huelva）は、スペイン・アンダルシア州の県。県都はウエルバ。
アンダルシア州のセビリア県とカディス県、エストレマドゥーラ州のバダホス県、およびポルトガルと接する。南は大西洋に面している。
主な産業は農業と鉱業である。クリストファー・コロンブスは1492年に最初の航海に出発した際、ウエルバ県のパロス・デ・ラ・フロンテーラとモゲルから出港した。ドニャーナ国立公園はウエルバ県とセビリア県にまたがっている。

## 地理
スペイン南部にあるアンダルシア州の西端部に位置する。ウエルバ県は大西洋に面しており、ウエルバ県の海岸はコスタ・デ・ラ・ルスと呼ばれている。ウエルバ県の西側はポルトガルであり、グアディアナ川が国境の一部を成している。また北部にはシエラ・モレナ山脈などの山地が連なっている。

### 人口
| ウエルバ県の人口推移 1900－2010                          |
|                                                          |
| 出典：INE（スペイン国立統計局）1900年 - 1991年、1996年 - |

## 歴史
1833年スペイン地方行政区分再編ではスペイン全土に49の県が設置された。この際にウエルバ県も設置され、県都はウエルバに定められた。
1939年から1975年のフランコ独裁体制化を経て、スペインの民主化移行期の1970年代末から1980年代初頭にはスペイン全土に17の自治州が設置された。1982年1月11日にはウエルバ県など8県からなるアンダルシア州が発足した。

## 行政区画
ウエルバ県には79のムニシピオ（基礎自治体）がある。県都ウエルバはウエルバ県の人口の約30%を有している。

### 主な自治体
| 順位 | 基礎自治体                         | 人口 （2011年） |
| ---- | ---------------------------------- | --------------- |
| 1    | ウエルバ                           | 148,918         |
| 2    | レペ                               | 27,241          |
| 3    | アルモンテ                         | 22,525          |
| 4    | イスラ・クリスティーナ             | 21,903          |
| 5    | アヤモンテ                         | 20,763          |
| 6    | モゲル                             | 20,418          |
| 7    | カルタヤ                           | 19,044          |
| 8    | アルハラケ                         | 18,937          |
| 9    | プンタ・ウンブリア                 | 14,899          |
| 10   | ボジュジョス・パル・デル・コンダド | 14,055          |

### 司法管轄区
県内は6司法管轄区に分けられている。なお、太字は中心自治体である。
1. アラセーナ司法管轄区[6] - アラハル、アルモナステール・ラ・レアル、アラセーナ、アローチェ、アロジョモリーノス・デ・レオン、カラ、カンポフリーオ、カニャベラル・デ・レオン、カスターニョ・デル・ロブレード、コルテコンセプション、コルテガーナ、コルテラソール、クンブレス・デ・エンメディオ、クンブレス・デ・サン・バルトロメー、クンブレス・マジョーレス、エンシナソーラ、フエンテエリードス、ガラローサ、ラ・グラナーダ・デ・リオ＝ティント、イゲーラ・デ・ラ・シエーラ、イノハーレス、ハブーゴ、リナーレス・デ・ラ・シエーラ、ロス・マリーネス、ラ・ナバ、プエルト・モラル、ロサル・デ・ラ・フロンテーラ、サンタ・アナ・ラ・レアル、サンタ・オラージャ・デル・カラ、バルデラルコ、スフレ
2. ウエルバ司法管轄区[7] - アルハラーケ、ベアス、ヒブラレオン、ウエルバ、プンタ・ウンブリーア、サン・バルトロメー・デ・ラ・トーレ、サン・フアン・デル・プエルト、トリゲーロス
3. ラ・パルマ・デル・コンダード司法管轄区[8] - アルモンテ、ボジュージョス・パル・デル・コンダード、チュセーナ、エスカセーナ・デル・カンポ、イノｯホス、マンサニージャ、ラ・パルマ・デル・コンダード、パテルナ・デル・カンポ、ロシーナ・デル・コンダード、ビジャルバ・デル・アルコール、ビジャラーサ
4. バルベルデ・デル・カミーノ司法管轄区[9] - エル・アルメンドロ、アロスノ、ベロカル、カベサス・ルビアス、カラーニャス、エル・カンピージョ、エル・セロ・デ・アンデバロ、エル・グラナード、ミナス・デ・リオティント、ネルバ、パイモーゴ、プエブラ・デ・グスマン、サンタ・バルバラ・デ・カサ、バルベルデ・デル・カミーノ、ビジャヌエバ・デ・ラス・クルセス、ビジャヌエバ・デ・ロス・カスティジェッホス、サラメーア・ラ・レアル
5. アジャモンテ司法管轄区[10] - アジャモンテ、カルタージャ、イスラ・クリスティーナ、レペ、サン・シルベストレ・デ・グスマン、サンルーカル・デ・グアディアーナ、ビジャブランカ
6. モゲール司法管轄区[11] - ボナーレス、ルセーナ・デル・プエルト、モゲール、ニエブラ、パロス・デ・ラ・フロンテーラ